# Björnstenstjärnarna (Lycksele socken, Lappland, 721456-162368)
Björnstenstjärnarna är en sjö i Lycksele kommun i Lappland och ingår i Umeälvens huvudavrinningsområde.